# Масюк, Елена Васильевна
Еле́на Васи́льевна Масю́к (род. 24 января 1966, Алма-Ата, Казахская ССР, СССР) — российская журналистка, военный корреспондент, телеведущая. Член Союза журналистов России, Академии российского телевидения, Международной академии телевидения и радио, Общественной наблюдательной Комиссии (ОНК) г. Москвы по осуществлению общественного контроля за обеспечением прав человека в местах принудительного содержания и содействия лицам, находящимся в местах принудительного содержания.

## Биография

### Ранние годы, образование
Родилась 24 января 1966 года в Алма-Ате. В 1993 году окончила телевизионное отделение факультета журналистики МГУ. В 1995 году стажировалась в университете Дьюка (США) и на CNN.

### 1988—2000
С 1988 по 1993 год работала в программе «Взгляд», а также в видеоприложении к газете «Совершенно секретно» и программе «Добрый вечер, Москва!» (МТК). С октября 1993 по май 2000 года работала на НТВ — сначала в программе «Намедни», затем в качестве специального корреспондента телекомпании. Готовила репортажи для информационных программ «Сегодня», «Итоги», а также являлась постоянным автором рубрики «Профессия — репортёр». Стала широко известна своими репортажами из районов боевых действий — Афганистана, Косова, Таджикистана (по факту показа по НТВ 22 и 23 июля 1998 года репортажей Масюк из этой страны она была объявлена там персоной нон грата), Чечни. В поздние годы работы на НТВ занималась, в основном, документальными фильмами, выходившими в эфир с разной периодичностью.
Летом 1995 года Масюк удалось взять на территории Чечни интервью у Шамиля Басаева, который, по заверениям федеральных властей, находился в тот момент за пределами России. После этого интервью Генеральная прокуратура Российской Федерации завела дела на НТВ и на саму Масюк.
10 мая 1997 года Елена Масюк была похищена в Чечне вместе с оператором Ильёй Мордюковым и звукооператором Дмитрием Ольчевым. Через месяц в Чечне похитили журналистов телепрограммы «Взгляд» Владислава Черняева и Ильяса Богатырёва, приехавших в республику снимать фильм «Торговля людьми». Все пятеро были освобождены 17 августа 1997 года. Выкуп в размере 1,5 млн долларов США за команду Масюк выплатил Мост-банк Владимира Гусинского. Президент НТВ Игорь Малашенко заявлял, что за всеми похищениями в Чечне стоит вице-президент республики Ваха Арсанов, он, свою очередь, обвинял Бориса Березовского и Магомеда Толбоева.
На пресс-конференции после своего освобождения Масюк заявила:
Сейчас журналистам в Чечне делать нечего. Пусть сидят там себе без журналистов. Я, конечно, не осуждаю весь чеченский народ. Но есть люди, которых я ненавижу.
Елена Масюк объясняла своё нахождение на чеченской стороне следующими причинами:
Собственно говоря, и телекомпания НТВ работала на чеченской стороне как раз потому, что не было объективной информации со стороны федеральных войск, никто этого не давал, и исключительно Первые и Вторые каналы сидели в штабе и получали информацию, которую им давали. И информация была скучнейшая, и самое главное, неправдивая. НТВ не была с этим согласна, поэтому журналисты работали и добывали сами информацию.
26 июня 2004 года в прямом эфире радиостанции «Эхо Москвы» журналистка Юлия Латынина заявила, что похищение Масюк выявило «несколько неприятных вещей для нашей либеральной интеллигенции, которая видела в чеченцах борцов против режима» — Масюк, человека, «который сделал чеченскую войну такой войной за свободу», никто из её чеченских «друзей» не стал спасать, потому что похищение людей является в Чечне «легитимным бизнесом».

### 2000—2005
В мае 2000 года Масюк перешла на РТР вместе с корреспондентом НТВ Аркадием Мамонтовым и спустя несколько месяцев после перехода туда бывшего генерального директора этого телеканала Олега Добродеева. Работала в должности советника Председателя ВГТРК и руководителя Студии «Авторская программа Елены Масюк».
С августа 2000 года вместе с Мамонтовым и ещё несколькими журналистами являлась автором документальных фильмов, выходивших в рамках проекта «Большой репортаж РТР», а также отдельно («Страна безмолвия», «Акватория восходящего солнца», «Ханский шатёр», «Кавказский полумесяц» и другие). Ушла с телеканала в апреле 2005 года, после того, как стало известно, что руководство ВГТРК отказалось ставить её авторские фильмы в сетку эфирного телевещания.

### 2006—2025
С 2006 по 2009 год — преподаватель факультета журналистики МГУ им. М. В. Ломоносова, с марта 2008 по июнь 2012 года — автор ряда статей в журнале The New Times.
С 2009 по 2010 год — декан факультета журналистики Московского института телевидения и радиовещания «Останкино» (МИТРО).
В 2010 году — автор и ведущая программы «Личность» на телеканале «Русская жизнь» (компания «СТРИМ»), с марта по август того же года — колумнист «Московского комсомольца». В 2011 году — автор и ведущая программы «Свой взгляд с Еленой Масюк» на телеканале «Время» (от «Первый канал. Всемирная сеть»).
С июля 2012 по март 2019 года — обозреватель «Новой газеты».
С 2012 по 2018 год — член Совета при Президенте Российской Федерации по развитию гражданского общества и правам человека.
17 июня 2019 года было опубликовано единственное расследование Масюк на портале znak.com.
11 декабря 2019 года стало известно, что Елена Масюк присоединится к команде телеканала RTД, где собирается делать социальные проекты и документальное кино.

## Фильмография
- «Мёртвая вода Гималаев» (1998)[55][56]

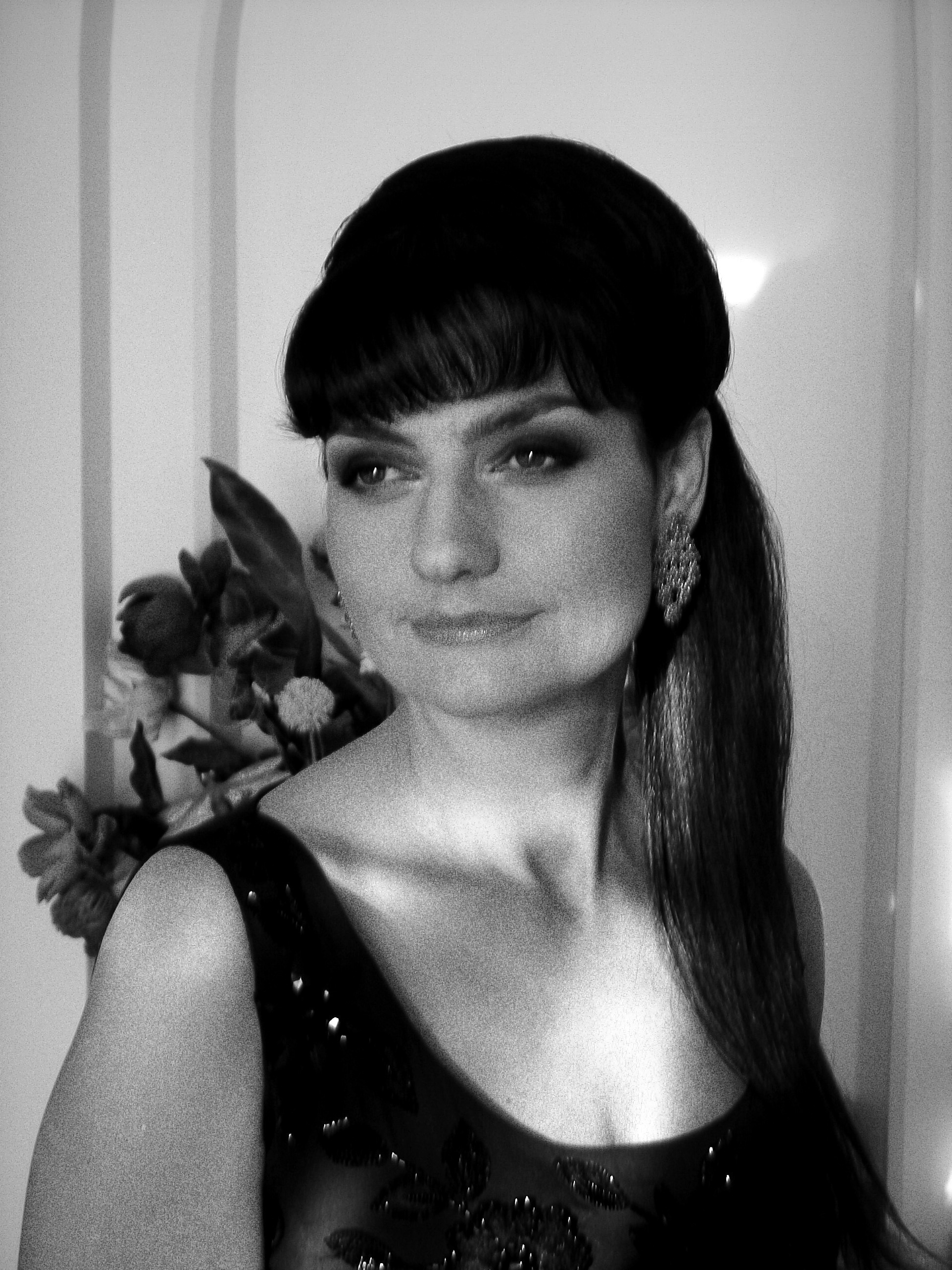

- «Чернобыль: трагедия или бизнес» (1999)[55][57]
- «Курилы. Покушение на острова» (1999)[55]
- «„Чёрный“ археолог» (1999)[55]
- «Атомная хлопушка» (1999)[55]
- «Замороженные» (2000)[55][58]
- «Инсулиновая война» (2000)[59]
- «Кавказский полумесяц» (2000)[60][61]
- «Страна безмолвия», 2 части (2000—2001)[62][63]
- «Косово поле», 2 части (2000—2001)
- «Абхазия — остров на суше» (2000)
- «Этапом на Запад» (2001)[64]
- «Караван» (2001)
- «Ханский шатёр» (2001)[65][66]
- «Акватория восходящего солнца», 2 части (2001)[67][68]
- «Изумрудная кома» (2002)
- «Иероглиф дружбы», 4 части (2003)
- «Перекрёсток — Афганистан» (2003)
- «Конвейер смерти» (2004)
- «Полоняные самураи» (2004)
- «Колымские жернова» (2004)
- «Манекены поневоле» (2005)
- «Дружочек для женщины» (2005)
- «Сделано в Японии» (2006)
- «Стойбище Хетта» (2007)
- «Медвежьи игрища» (2008)
- «Человечество других», 3 части (2009—2010)

## Награды и премии
- Премия ТЭФИ в номинации «За мужество и профессионализм» (1995[69], 1998[70])
- Премия имени Дмитрия Холодова за репортажи из Чечни (1995)
- Премия Союза журналистов Москвы за репортажи из Чечни (1995)
- Международная премия МАНА за репортажи из Чечни (1996)
- Международная премия за свободу прессы Комитета защиты журналистов (1997)
- Премия университета Джонса Хопкинса за заслуги в международной журналистике (1998)
- Премия ТЭФИ в номинации «Журналистское расследование» (2001[71], 2002[72], 2004[73])
- Дважды лауреат Национальной премии общественного признания достижений женщин «Олимпия» Российской Академии бизнеса и предпринимательства[74] (2001, 2002)
- Золотая премия Международного кино-видео фестиваля (г. Хьюстон, США; 2005)
- Премия Нью-Йоркского Телевизионного фестиваля (2005)
- Премия Московской Хельсинкской группы в области защиты прав человека в номинации «За журналистскую деятельность по продвижению ценностей прав человека» (2016)[75]
- Премия имени Андрея Сахарова «За журналистику как поступок» (2018)[76]